# Lioptilodes fetisi
Lioptilodes fetisi là một loài bướm đêm thuộc chi Lioptilodes, có ở Chile. Loài bướm này bay vào tháng 12, và có sải cánh khoảng 21 milimét. Lioptilodes fetisi is noted for its cream-white colour.